# Gastrosuisse
GastroSuisse est l'organisation patronale suisse de l'industrie hôtelière et gastronomique. Avec 20 000 membres, elle est la plus importante organisation patronale du pays dans ce secteur.

## Organisation
GastroSuisse a été créée sous la forme d'une association en 1891 à Zurich sous le nom de Schweizer Wirteverband. Les membres, regroupant des hôtels, des pensions, des cabarets, des dancings, des restaurants et des cafés, sont répartis en quatre groupes sectoriels et dans 26 sections cantonales qui nomment des délégués à l'assemblée générale, organe dirigeant de l'association.
Le conseil de la fédération est, quant à lui, composé d'un président, d'un vice-président, d'un trésorier et de quatre membres représentant les différentes régions suisses.
Parmi ses activités, GastroSuisse assure l'enseignement professionnel et la formation continue dans sa branche, ainsi que des services légaux, économiques et de relations publiques à ses membres. Elle possède également une maison d'édition spécialisée, publie son propre magazine et gère deux écoles professionnelles, le Belvoirpark Hotelfachschule Zürich et l'École hôtelière de Genève. Enfin, l'association offre des assurances sociales ainsi qu'une caisse de retraite à ses membres.